# (8117) Yuanlongping
(8117) Yuanlongping ist ein Asteroid des äußeren Hauptgürtels, der am 18. September 1996 von Astronomen des Beijing Schmidt CCD Asteroid Programs an der Xinglong Station (IAU-Code 327) des Astronomischen Observatoriums Peking in China entdeckt wurde.
Der Asteroid wurde am 28. Juli 1999 nach dem chinesischen Agrarwissenschaftler Yuan Longping (1930–2021) benannt, der mit seinem Forscherteam ab Anfang der 1970er-Jahre spezielle Reissorten züchtete, mit denen der Ernte-Ertrag deutlich gesteigert werden konnte, und daher in China auch als „Vater des Hybridreises“ bekannt ist.
Der Himmelskörper gehört zur Eos-Familie, einer Gruppe von Asteroiden, welche typischerweise große Halbachsen von 2,95 bis 3,1 AE aufweisen, nach innen begrenzt von der Kirkwoodlücke der 7:3-Resonanz mit Jupiter, sowie Bahnneigungen zwischen 8° und 12°. Die Gruppe ist nach dem Asteroiden (221) Eos benannt. Es wird vermutet, dass die Familie vor mehr als einer Milliarde Jahren durch eine Kollision entstanden ist.